# كريستيان ريتش
كريستيان ريتش (بالإنجليزية: Christian Rich)‏ هو ملحن ودي جيه ومنتج أسطوانات أمريكي، ولد في 1982.

## وصلات خارجية
- كريستيان ريتش على موقع ميوزك برينز (الإنجليزية)

- الموقع الرسمي